# Милло, Антонио

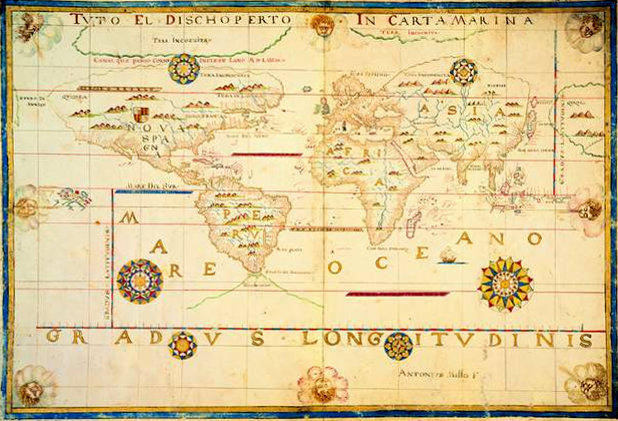
Карта мира Антонио Милло

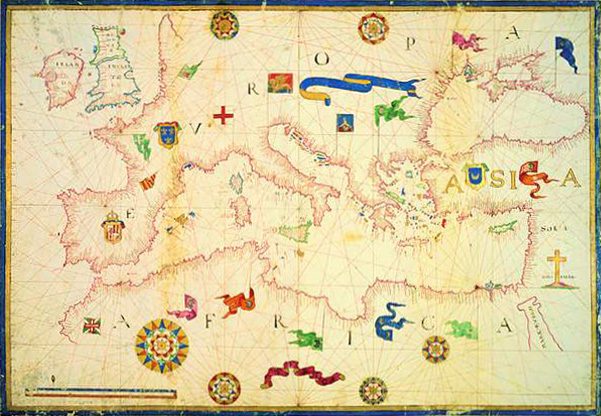
Карта Европы Антонио Милло

Антонио Милло (также «'Антонио да Милло»' и Антонио Мило, годы деятельности 1557—1590) — капитан и картограф, работал над картами, описаниями островов и портоланами.
Родился в 16 веке в Милосе, часть жизни жил в Венеции, о чем свидетельствуют записи греческой общины Венеции. Согласно Первой книге браков 1599—1701 греческой общины Венеции, мужчина по имени «Антонио Дамилос» женился 10 августа 1599.
Был картографом, а также капитаном и навигатором. В описаниях островов (isolario) 1590 года он упомянут как Armiralgio al Zante. В других описаниях 1591 года — как Armiralgio in Candia, а еще в одних — как Antonius de Melo Cosmographus.
Создал много детальных карт. Несколько его работ хранятся в Венеции (в Национальной библиотеке святого Марка и Музее Коррер), Риме (Римская национальная центральная библиотека), Берлине (Государственная библиотека), Лондоне (Британская библиотека) и Варшаве (Национальная библиотека).